# National Association of Underwater Instructors
La National Association of Underwater Instructors (NAUI) è una organizzazione statunitense di addestramento alla subacquea che si occupa della diffusione della subacquea attraverso l'insegnamento.
La NAUI venne fondata da Albert Tillman e Neal Hess nel 1959. Nell'agosto 1960 venne tenuto il primo corso di certificazione per istruttori allo Houston's Shamrock Hilton Hotel, con 72 candidati. Circa un anno dopo, nell'ottobre 1961, la NAUI venne inserita dallo Stato della California tra le organizzazioni di insegnamento no-profit. La NAUI è a livello internazionale la più vecchia agenzia di insegnamento no-profit, con l'unico scopo di promuovere la sicurezza nella subacquea attraverso l'educazione continua.
È l'unica associazione di istruttori subacquei dove il consiglio direttivo viene eletto direttamente dai soci mediante l'espressione di un voto. Le elezioni si svolgono annualmente e coinvolgono tutti i membri regolarmente iscritti all'associazione che possono esprimere il voto ma anche candidarsi ai ruoli dirigenziali. Jacques-Yves Cousteau, inventore dell'aqua-lung, fece parte del consiglio consultivo della NAUI. Lloyd Bridges, che col personaggio di "Mike Nelson" nella serie TV "Sea Hunt" contribuì in modo notevole alla popolarità di questo sport in America, fu il primo istruttore onorario dell'associazione.
Molti personaggi del cinema, come Kevin Costner, Cameron Diaz o anche sportivi come Tiger Woods sono certificati dalla NAUI.
La NAUI iniziò l'addestramento per l'uso del Nitrox nel 1992, e nel 1997 pubblicò gli standard per l'insegnamento dell'immersione tecnica, una pratica sempre più frequente.

## Immersione sportiva
- Junior Skindiver
- Junior SCUBA Diver
- Junior Advanced SCUBA Diver
- Skindiver
- SCUBA Diver
- Experienced SCUBA Diver
- Advanced SCUBA Diver
- Master SCUBA Diver

## Corsi di specialità
- Deep Diver
- Dry Suit Diver
- Enriched Air Nitrox (EAN) Diver
- SCUBA Rescue Diver
- Search and Recovery Diver
- Training Assistant
- Underwater Archeologist
- Underwater Ecologist
- Underwater Environment
- Underwater Photographer
- Underwater Hunter and Collector
- Wreck Diver (External Survey)

## Corsi per istruttori
- Assistant Instructor
- Skin Diving Instructor
- Divemaster
- Instructor
- Instructor Trainer

## Immersione tecnica
- Cave Diver
- Cavern Diver
- CCR Mixed Gas Diver
- Closed Circuit Rebreather Diver
- Decompression Technique
- Heliair Diver
- Helitrox Diver
- Ice Diver
- Introduction to Technical Diving
- Mixed Gas Blender and O2 Service Technician
- Semi-closed Rebreather Diver
- Technical Nitrox Diver
- Technical Support Leader
- Technical Wreck Penetration Diver
- Trimix Diver
- Wreck Penetration Diver